# Pjetër Budi
Pjetër Budi, född 1566, död 1622, var en albansk författare av den tidiga albanska litteraturepoken.
Han föddes i Gur i Bardhë i nordcentrala Albanien. På grund av brist på utbildning i hembyn reste han till Italien och utbildades till präst vid Illyriska kollegiet i Ancona, där även flera andra albaner och dalmater studerade. Vid 21 års ålder blev han katolsk präst och skickades omedelbart till Kosovo och Nordmakedonien, som då var en del av Serbien men under ärkebiskopens i Antivari (Bari) jurisdiktion. Han tjänstgjorde i olika pastorat under en tolv års tid. 1610 kallades han för "kaplan över kristendomen i Skopje" och 1617 för "kaplan över Prokuplje". Budi kom i kontakt med franciskanorden i Bosnien, som visade sig vara fruktbar för hans stöd till albanskt motstånd mot det osmanska riket. Från 1599 och sjutton år framåt var han kyrkoherde i Serbien. Som en representant för den kristna religionen i det turkiskt ockuperade Balkanhalvön, levde han och verkade i en spänd politisk atmosfär. Hans kyrkliga befattningar var på många sätt ett täcke för hans politiska aspirationer. 1616 reste han till Rom, där han bodde tills 1618, och övervakade utgivningen av sina böcker. Mellan 1619 och 1619 gjorde han en arton månaders pilgrimsfärd i Santiago de Compostela  i Spanien. Åter till Rom 1619 uppmärksammades han för sitt stöd för albanskt kristet motstånd mot de muslimska osmanerna. 1619 blev han biskop i Sapa och Sarda, i regionen Zadrima. Han ville ersätta utländska kyrkomän i Albanien med inhemska, vilket ogillades av de överordnande i Italien. I december 1622 före jul, drunknade han medan han försökte gå över floden Drin.
Pjetër Budis italienska namn var Pietro Budi och han var författare av fyra religiösa verk på albanska. Han skrev 53 sidor poesi på albanska, som är den tidigaste poesin på huvudialekten gegiskan.

### Fotnoter
1. 1 2  International Standard Name Identifier (ISNI), ISNI: 0000000121254921, läs online, läst: 15 oktober 2015.[källa från Wikidata]
2. 1 2  opac.vatlib.it, VcBA-ID: 495/135845.[källa från Wikidata]
3. ↑  Enciclopedia Sapere, De Agostini, 2001, De Agostini-ID: Budi,+Pjetër.[källa från Wikidata]
4. ↑  Catholic-Hierarchy.org, Catholic Hierarchy person-ID: budi, läst: 4 februari 2021.[källa från Wikidata]
5. ↑  Catholic Hierarchy person-ID: budi.[källa från Wikidata]
6. ↑  Catholic Hierarchy stifts-ID: sape.[källa från Wikidata]